# Кирхгоф, Альфред
Альфред Кирхгоф (нем. Alfred Kirchhoff; 23 мая 1838, Эрфурт — 8 февраля 1907, Мокау, Лейпциг) — немецкий географ.
С 1873 года профессор землеведения в университете в Галле, где с 1876 года стал председателем общества землеведения. Кирхгоф издал: «Schulbotanik» (1865); «Die Idee der Pflanzenmetamorphose bei Wolff und Goethe» (Берлин, 1867); «Erfurt im XIII Jahrh.» (Берлин, 1870); «Beiträge zur Bevölkerungsstatistik von Erfurt» (Эрфурт, 1871); «Schulgeographie» (13 изд., 1893); «Thüringen doch Hermunderenland» (Лейпциг, 1882); «Rassenbilder» (табл. с текстом, 1883—1884); введение («Europa im Allgemeinen») ко 2-й части («Länderkunde von Europa») предпринятого им издания обширного учебника землеведения, под заглавием: «Unser Wissen von der Erde» (1885—1893) и др. Кроме того, Кирхгофом, по поручению центральной комиссии для изучения германских земель, издал «Forschungen zur deutschen Landes- und Volkskunde» и «Anleitung zur deutschen Landes- und Volksforschung» (Штутгарт, 1889).
Был приверженцем искусственного языка волапюк, написал пособие по нему, вышедшее тремя изданиями (нем. «Volapük. Hilfsbuch zum schnellen und leichten Erlernen dieser Weltsprache»; 1887).